# Johann Franz Encke
Johann Franz Encke (n. 23 septembrie 1791, Hamburg, Sfântul Imperiu Roman – d. 26 august 1865, Berlin, Regatul Prusiei) a fost un astronom german.
A determinat perioadele mai multor comete și asteroizi, distanța de la Pământ la Soare și a efectuat observații asupra planetei Saturn.
Cometa Encke îi poartă numele.

## Biografie
A fost asistentul lui Gauss la Göttingen începând cu 1811.
În 1816 devine adjunct al Observatorului Astronomic din Gotha, iar un an mai târziu preia postul de director al Observatorului.
În 1825 devine director al Observatorului din Berlin, post pe care l-a deținut tot restul vieții.
În anul 1835 asistă la inaugurarea unui nou observator în capitala germană.

## Activitate științifică
A avut preocupări și în domeniul matematicii.
Astfel, a studiat legea erorilor a lui Gauss.
S-a ocupat de metoda rezolvării unei ecuații numerice de un grad înalt, propusă de profesorul Gaffe din Zürich în 1837 și a ilustrat acestă metodă prin mai multe exemple, publicate în Berliner Astronomisches Jahrbuch în 1841.
A dat formule noi pentru cuadraturile numerice în 1837.
În 1852 a întocmit tabele trigonometrice.
Ca astronom, împreună cu W. G. Lohmann, a studiat și măsurat suprafața Lunii.
A descoperit cometa care îi poartă numele și, pe baza calculelor, a precizat reîntoarcerea acesteia în 1822, 1825, 1828, lucru confirmat ulterior.
Cometa a fost observată în 1876 de către Méchain, în 1795 de către William Herschel și în 1818 de către Pons.
Pentru realizările sale, Royal Astronomical Society i-a acordat Medalia de Aur în 1823 și în 1830.

## Scrieri
- 1822 - 1824: Die Entfernung der Sonne, în două volume
- 1824: Topographie der sichtbaren Mondoberfläche
- Begrundung der Methode der Kleinsten Quadrate
- 1868: Astronomische Abhandlungen.

Operele sale au fost publicate, post mortem, în trei volume în perioada 1888 - 1889.